# Lista Dedeckera
Lista Dedeckera (niderl. Lijst Dedecker, LD) – belgijska partia polityczna z Regionu Flamandzkiego o profilu konserwatywno-liberalnym, w latach 2011–2012 używała nazwy Libertair, Direct, Democratisch (LDD).

## Historia
Partię założył w 2007 senator Jean-Marie Dedecker, usunięty z liberalnego ugrupowania VLD. Jej głównym zapleczem stał się think tank Cassandra na czele z profesorem Boudewijnem Bouckaertem. Partia wystartowała w tym samym roku w wyborach krajowych, uzyskując 4% głosów i wprowadzając 5 przedstawicieli do niższej izby belgijskiego parlamentu. Dwa lata później uzyskała jeden mandat w Parlamencie Europejskim, który (po rezygnacji Jean-Marie Dedeckera) objął Derk Jan Eppink. LDD przystąpiła do grupy Europejscy Konserwatyści i Reformatorzy. W przedterminowych wyborach parlamentarnych w 2010 lista otrzymała w skali kraju 2,3% głosów, zdobywając jedynie jedno miejsce w Izbie Reprezentantów. 22 stycznia 2011 doszło do zmiany nazwy partii. W 2014 ugrupowanie utraciło reprezentację parlamentarną na poziomie europejskim, federalnym i regionalnym. W 2019 i 2024 Jean-Marie Dedecker startował do Izby Reprezentantów z Nowego Sojuszu Flamandzkiego, uzyskując mandat poselski.